# Капітан Америка
Капітан Америка (англ. Captain America; справжнє ім'я — Стівен «Стів» Роджерс) — супергерой з коміксів американського видавництва Marvel Comics. Його створив письменник Джо Саймон і художник Джек Кірбі. Вперше з'явився в коміксі Captain America Comics #1 (березень 1941), попереднику Marvel Comics 1940-х, Timely Comics. За різними оцінками в цілому в 75 країнах було продано близько 210 мільйонів копій коміксів «Captain America».
У самих коміксах звернення «Капітан Америка» застосовується до будь-кого, хто обраний урядом США (який розглядає себе «власником» персони), носить костюм і щит. Утім, майже всю історію публікацій персонажа Капітан Америка був альтер его Стіва Роджерса (англ. Steve Rogers), хворобливого юнака, якого посилили дослідною сироваткою до піка людської досконалості, щоб допомогти військовим операціям США. Капітан Америка вбраний у костюм, розфарбований на мотив американського прапора, і озброєний незнищенним щитом, який можна використовувати як зброю.
Капітан Америка — це цілеспрямовано створений патріотичний персонаж. Його часто зображували борцем із гітлерівською коаліцією держав. Капітан Америка був найпопулярнішим персонажем у період Другої світової війни, однак коли війна закінчилася, популярність цього персонажа зменшилася, і до 1950 років його перестали використовувати, за винятком невдалого відродження в 1953 році. Цей персонаж став заново використовуватися в коміксах лише в період, відомий як Срібний вік коміксів, коли став членом команди супергероїв Месники у випуску The Avengers #4 (березень 1964).
10 серпня 2016 року, на честь 75-річчя персонажа, компанія Marvel установила 4-метровий пам'ятник Капітану Америка в Проспект-парку, на батьківщині Стіва Роджерса, в нью-йоркському районі Бруклін. До встановлення скульптура із написом-цитатою «Я просто хлопець із Брукліну» демонструвалася в різних містах США, включаючи Сан-Дієго під час проведення комік-кону 2016 року.

## Біографія вигаданого персонажа

### 1940-ві
Стівен Роджерс народився 4 липня 1918 року в Брукліні, Нью-Йорк, в родині ірландських емігрантів Сари і Джозефа Роджерс. За іншою версією він є позашлюбним сином Одіна і Сари Роджерс. На початку 1940 рр., до вступу Америки в Другу світову війну, Роджерс був невисоким і худим студентом-художником, що спеціалізувався на ілюстраціях. Обурений приходом до влади Гітлера, Роджерс спробував піти в армію, але йому відмовили через слабку фізичну форму. Офіцер армії США, який шукав піддослідних, запропонував Роджерсу шанс послужити своїй країні, взявши участь в надсекретному оборонному проєкті — операції «Відродження», метою якого була розробка засобів для створення фізично витривалих і сильних солдатів. Роджерс погодився на дослідження і після суворого відбору був обраний в якості першого випробуваного для сироватки суперсолдата, розробленої доктором Джозефом Райнштайном, чиє ім'я було згодом, заднім числом замінено на Авраама Ерскіна.
У наступних коміксах з'ясувалося, що Роджерс був не першим, хто брав подібну сироватку. За ніч до застосування препарату кілька військових — учасників проєкту вирішили, що цивільний — невідповідний кандидат для випробувань і таємно дали неготову сироватку Клінтону Макінтайр. Це зробило Макінтайр буйним і божевільним, тому він був заморожений. Пізніше злочинна організація «МЕТА» оживила Макінтайр як смертоносного Протоціда.
В ході проведення операції «Відродження» в Роджерса була введена сироватка суперсолдата шляхом ін'єкцій і додавання до їжі. Потім він був підданий контрольованому впливу «Віта-променів», які активували та стабілізувати сироватку в організмі. Незважаючи на важке протікання переродження, Роджерс успішно переніс швидкий перехід від слабкої фізичної форми до межі людських можливостей. Надзвичайно розвинулася мускулатура і реакція. Ерскін оголосив Роджерса першим представником нового людського роду, «майже досконалою людською істотою».
В цей час з'явився нацистський шпигун і застрелив Ерскіна. Оскільки вчений тримав в пам'яті ключові особливості складу сироватки суперсолдата, її не могли відтворити. Роджерс убив шпигуна і поклявся боротися з ворогами Америки.
Уряд США, вичавлюючи максимум зі свого єдиного суперсолдата, перетворило його в супергероя, який служить і агентом контррозвідки, і символом пропаганди, що протистоїть чолі нацистської Німеччини по терористичних операцій, Червоному Черепу. Для цієї мети Роджерсу виділили форму в кольорах американського прапора, засновану на ескізах самого Роджерса, куленепробивний щит, табельний пістолет і кодове ім'я Капітан Америка. В якості прикриття він був зарахований рядовим піхоти в табір Лехай, Вірджинія. Будучи юнаком, Роджерс подружився з підлітком талісманом табору Джеймсом Б'юкененом (Бакі) Барнсом.
Барнс випадково дізнався про подвійну особистість Роджерса і запропонував зберегти таємницю за умови, що він стане помічником Капітана Америки. Роджерс погодився і став тренувати Барнса. Він зустрівся з президентом Рузвельтом, який вручив йому новий щит зі сплаву сталі та вібраніума, отриманого за допомогою невідомого каталізатора. Цей сплав непорушний, але щит досить легкий для використання в якості дископодібної зброї, яка може повернутися до господаря. Щит виявився настільки ефективним, що Капітан забув про пістолет. У Другій світовій війні Капітан і Бакі боролися з нацистською загрозою і самі по собі, і в складі команди супергероїв Загарбники, про що розповідалося в однойменному коміксі 1970-х років. В ті часи Капітан Америка став одним з найвідоміших героїв.
Пізніше з'ясувалося, що в останні дні війни Капітан Америка і Бакі намагалися перешкодити зловісному Барону Земо знищити дослідний безпілотний літак. Земо запустив літак з зарядом вибухівки на ньому. Роджерс і Барнс дісталися до літака безпосередньо перед зльотом, але коли Бакі спробував знешкодити бомбу, він вибухнув у повітрі. Юнака визнали мертвим, а Роджерс впав в студені води північної Атлантики. Жодного тіла не було знайдено, і обох оголосили мертвими.

### 1950-ті
Капітан Америка продовжував з'являтися в коміксах наступні кілька років, змінившись від героя ери Другої світової, який воював з нацистами, до персонажа, який намагається перемогти нового ворога США — комунізм. Однак відродження персонажа в середині 1950-х тривало недовго і, щоб пояснити зміни в персонажа, події того часу пізніше були пере-поясненні, показавши, що багато людей діяли під цим псевдонімом.
Останнім з цих інших Капітанів була людина, яка присвятила себе наслідування Капітану Америці та хірургічно змінила свою зовнішність, щоб нагадувати Роджерса. Більш того, він також піддав себе і свого протеже копії сироватки Супер-Солдата, щоб стати новими Капітаном Америкою і Бакі, але вони не знали про необхідний компонент Віта-променів. В результаті застосування, необроблені хімікати почали серйозно зачіпати їх розуми, роблячи їх люто параноїдальними. Після того, як стало очевидно, що ці двоє зійшли з розуму, вони були схоплені та поміщені в непізнане кріогенне сховище.

### 1960-ті — 1970-ті
Роки по тому, супергеройська команда Месників виявила тіло Стіва Роджерса в північній Атлантиці. Після того як він прийшов до тями, вони вирішили, що Роджерс зберігся в брилі льоду з 1945, виживши в такому стані тільки завдяки операції «Відродження». Роджерс прийняв членство в Месників, і, хоча він був далеко поза свого часу, його значний бойовий досвід зробив Стіва цінним доповненням до команди. Він швидко став лідером і за історію команди постійно повертався на цей пост.
Капітана Америку довгий час мучила вина за те, що він не зміг запобігти смерті Бакі. Хоча він взяв під опіку юного Ріка Джонса (що нагадував Бакі), він у свій час відмовлявся дозволити Джонсу прийняти особистість Бакі, не бажаючи бути відповідальним за смерть ще одного юнака. Наполігши, щоб його герой нарешті пересилив цю втрату, Джонс, в результаті, переконав Роджерса дати йому надіти костюм Бакі, але це партнерство тривало лише короткий час: замаскований Червоний Череп, прикинувшись Роджерсом за допомогою Космічного Куба прогнав Джонса.
Роджерс також возз'єднався зі своїм старим військовим товаришем Ніком Ф'юрі, який подібним чином добре зберігся через «Формулу Нескінченності». В результаті Роджерс регулярно виконував місії для агентства безпеки Щ.И.Т., виконавчим директором якого був Ф'юрі. Через Ф'юрі Роджерс подружився з Шерон Картер, агентом Щ.И.Т.а, з якої він в результаті почав романтичні відносини.
Пізніше Роджерс зустрів і став тренувати Сема Вілсона, який став супергероєм Соколом, першим афроамериканським супергероєм в коміксах. У персонажів встановилася міцна дружба і напарництво. Удвох вони пізніше зіткнулися з відродженими, але все ще божевільним Капітаном Америкою 1950-х. Хоча Роджерс і Сокіл перемогли підробленого Роджерса і Джека Монро, Стів став глибоко стурбований, що його могла спіткати доля його двійника.
Серія також мала справу з версією Вотергейтського скандалу Всесвіту Marvel, зробивши Роджерса настільки невпевненим щодо своєї ролі, що він залишив свою роль Капітана Америки на користь іншої, під назвою Кочівник. За цей час кілька людей невдало брали псевдонім Капітана Америки. Роджерс, зрештою, знову прийняв свою роль, після того, як зрозумів, що псевдонім міг би бути символом ідеалів Америки, а не її уряду. Джек Монро, вилікуваний від розумової нестійкості, пізніше прийняв псевдонім Кочівника. 

### 1980-ті — 1990-ті
У 1980-х, крім робіт таких прославлених творців, як Джон Бірн, серія розкрила справжнє обличчя і повне походження Червоного Черепа. Роджерс зустрів студентку юридичного факультету Берні Розенталь, що стала його подружкою. На час він також взяв до себе напарником Джека Монро, Кочівника. У цей період він також зустрів Діамантову Змію. Герої, зібрані Потойбічним, вибрали Роджерса лідером під час їх перебування у Світі битв.
Довготривалий автор Марк Грюнвальд досліджував численні політичні та соціальні теми, на кшталт крайнього ідеалізму.
Роджерс отримав велику затриману компенсацію, нараховування ще за його зникнення в кінці Другої світової, і урядова комісія наказала йому працювати прямо на уряд США. Стурбований вже корупцією, з якою він зіткнувся під час інциденту з Ядерною в Нью-Йорку, Роджерс замість цього вирішив залишити свою особистість і потім взяв псевдонім «Капітан». Заміна Капітана Америки, Джон Вокер, щосили намагався наслідувати ідеалам Роджерса, поки тиск прихованих ворогів не допомогло довести Вокера до божевілля. Роджерс повернувся до особистості Капітана Америки, в той час, як одужав Вокер, який став Агентом США.
Якийсь час опісля Роджерс уникнув вибуху метамфетамінової лабораторії, але препарат запустив хімічну реакцію в сироватці суперсолдата в його організмі. Щоб боротися з реакцією, сироватку з тіла Стіва видалили, і він став постійно тренуватися для підтримки фізичного стану.
Пізніше було встановлено, що сироватка була, по суті, не препаратом, який метаболізованих би з його організму, а, по суті, вірусом, що викликало біохімічні та генетичні зміни. Це ще й пояснив, яким чином Червоний Череп мешкав у клонованому з клітин тілі Роджерса.
Через, що тіло Роджерса почало псуватися, на час йому довелося носити силовий екзоскелет, і в підсумку він був знову поміщений в анабіоз. Протягом цього часу Стів отримав переливання крові від Червоного Черепа, що вилікував його стан і стабілізувало вірус суперсолдата в організмі. Капітан Америка повернувся і до боротьби зі злочинністю, і до Месників.

### 2000-ні
Роджерс розкрив світові свою особистість і влаштувався в околицях Брукліну.
Після подій Розпаду Месників знову на роботі у Щ.И.Т., Роджерс виявив, що Баки живий, будучи врятованим і використовуваним радянськими спецслужбами як Зимовий Солдат.
Стів також відновив свої стосунки з агентом Щ.И.Т.а Шерон Картер, яка після його смерті виявила, що вагітна від нього.
В кросовері 2006-2007 «Громадянська війна» Капітан Америка протистояв проти примусової федеральної реєстрації всіх надсильних істот, яку бачив як ерозію громадянських свобод для супергероїчного суспільства, і очолював антирегістративну фракцію і рух опору. Він став втікачем і протистояв героям прорегістративної групи, включаючи свого колишнього друга Залізну людину. Він взяв псевдонім «Бретта Хендріка», охоронця торгового центру, щоб уряд не міг його засікти. З плином війни, Кеп заручився підтримкою декількох фігур, з якими він би не став об'єднуватися за нормальних обставин, такими як Каратель і Кінгпін.
Капітан Америка бився з Залізною людиною під час вирішальної битви, і перемога була вже у Кепа в руках, коли група цивільних спробувала його зупинити. Вирішивши, що він наражає на небезпеку людей, яких присягнувся захищати і усвідомивши що його дії не призведуть до скасування реєстрації, Роджерс здався владі та наказав антирегістративним силам зупинитися. Коли Кепа повели в наручниках, Каратель підібрав кинуту маску Капітана Америки.

### Смерть і наслідки
Після його здачі, Роджерсу пред'явили безліч звинувачень у злочинах. Коли Стіва привезли до будівлі федерального суду, снайпер вистрілив йому в спину. У наступному хаосі він отримав ще три кулі в живіт і груди. Роджерса відвезли в лікарню, де він помер. У вбивстві, організованому Червоним Черепом, брали участь Кроссбоунс, як снайпер, і Доктор Фаустус, який дав Шерон Картер гіпнотичний наказ застрелити Роджерса в вирішальний момент.
Супергероїчне суспільство було вражене убивством. Каратель тимчасово одягнув костюм, схожий на форму Капітана Америки, в той час, як Зимовий Солдат і Росомаха прагнули помститися за його смерть. Його щит був викрадений Зимовим Солдатом, а Каратель надав йому маску Стіва Роджерса. Капітан Америка був публічно поховали на Арлінгтонському Національному цвинтарі, під монументом, спорудженим на його честь. Тіло на кладовищі було підроблене: Тоні Старк в супроводі Генка Піма і Дженет ван Дайн повернув тіло Роджерса в Арктику, де Стів був знайдений за роки до цього. Немор відвідав маленьку приватну церемонію і поклявся, що ніхто не потривожить це місце. Старк отримав листа, що містив останні бажання Роджерса: Старк повинен врятувати Бакі, і, незважаючи на його смерть, світу все ще потрібен Капітан Америка.
Втім, як з'ясувалося згодом, зброя належала Червоному Черепу з якої був застрелений Роджерс, була не зовсім звичайною. Здавалося, що Роджерс був убитий пострілом, але насправді постріл розірвав його Синхронізацію з плином часу (тобто він перебував як би поза часом), змусивши переживати заново моменти з його минулого. Червоний Череп, врешті-решт, привів в дію свій геніальний план: повернути Капітана Америка в даний, проте таким чином, щоб в його тілі було свідомість самого Червоного Черепа. Втім, Роджерс зміг здолати Червоного Черепа всередині свого розуму, позбавивши його тіла. Виявивши після повернення до життя, що Бакі тепер виконує роль Капітана Америка, Роджерс дав йому своє благословення на носіння його імені та щита. Він більше не збирався виступати в якості Капітана Америка, однак одягнув свій костюм ще раз — щоб повести Месників проти Нормана Осборна, злочинця і психопата, який опинився на чолі Ініціативи, армії надлюдей США. Перемігши Осборна і розкривши публіці його справжнє обличчя, Роджерс прийняв пропозицію президента замінити Осборна в якості відповідального виконавця у справах супергероїв Америки.
На новій посаді він розпочав з того, що зібрав нову основну команду Месників, а також дав добро Люку Кейджу і його команді Месників, перш перебувала поза законом. Також Роджерс вирішив створити секретну команду, Таємних Месників, основним завданням яких стали секретні місії, які не варто оприлюднювати. До складу Таємних Месників під його керівництвом увійшли Людина-мураха (Ерік О'Греді), Місячний лицар (Марк Спектор), Валькірія, Чорна Вдова (Наташа Романова) і Звір (Генк Маккой).

### 2010-ті
Після подій «Темного правління» і «Осади» Стів Роджерс повернувся як один з головних персонажів сюжетної арки «Ера Героїв». Президент США повернув йому його цивільні права і призначив главою служби безпеки, замінивши Нормана Осборна. Закон про реєстрацію супергероїв був анульований і Роджерс відроджує команду Месників. Роджерс також стає лідером Таємних Месників, що спеціалізуються на виконанні надсекретних операцій. Компанія Marvel зробила новим Капітаном Америка напарника Стіва, Сокола.
Під час сюжету Fear Self, Стів Роджерс присутній, під час відомої загрози Змія. Після очевидної смерті Бакі в руках Сіна (у вигляді Скаді), Стів Роджерс повертає собі звання Капітана Америки. Коли «Месники» і «Нові Месники» воюють зі Скаді, Змій закінчує битву і розбиває щит Капітана Америки голими руками. Капітан Америка і команда «Месники» закінчують формуванням ополчення для останньої позиції проти сил Змія. Коли справа доходить до фінальної битви, Капітан Америка використовує молот Тора, щоб боротися зі Скаді, поки Тор не вдасться вбити Змію. Після битви Залізна Людина презентує йому щит, який тепер сплавлений з метала уру, незважаючи на шрам, на ньому. Потім з'ясувалося, що Капітан Америка, Нік Фьюрі та Чорна Вдова є єдиними, хто знає, що Бакі фактично пережив боротьбу зі Скаді, оскільки Бакі відновлює свою ідентичність Зимового Солдата.
У коміксі «Месники проти Людей-Ікс» Капітан Америка намагається затримати Надію Саммерс. Вона є тілом для Сили Фенікса, руйнівної космічної сутності. Капітан Америка вважає, що ця Фенікс Сила занадто небезпечна. Циклопи вважають, що Сила Фенікса врятує їхню расу і протистоять бажанням Капітана Америки. Сила Фенікса в кінцевому підсумку володіє п'ятьма присутніми Людьми-Ікс. Фенікс П'ять, в кінцевому підсумку був переможений, Циклоп був ув'язнений, за те, що перетворили світ на поліцейську державу і за вбивство Карла Ксав'є. Капітан Америка продовжує збирати членів «Месники», в нову команду «Месники», яка складається як з класичних Месників, так і з Людей-Ікс.
Після того, як Циклоп був ув'язнений, і Стів вирішив, що Месники повинні зробити більше, щоб допомогти мутантам, він вирішив створити нову команду «Месники» в надії об'єднати мутантів і людство. Він вибрав Гавока, щоб очолити свою команду і став новим обличчям, яке представляло мутантів, яким колись були Професор-Ікс і Циклоп.
Їхньою першою загрозою було повернення Червоного Черепа — точніше, клона Черепа, створеного в 1942 році, який тримався у стазі в разі смерті оригіналу, який узурпував тіло професора X, щоб забезпечити себе телепатичними силами, які він буде використовувати, щоб спровокувати громадян Нью-Йорка на масовий напад на мутантів, або будь-кого, хто міг би бути одним з них, і змусив Багряну відьму і розбійників напасти один на одних. За допомогою Людини-Ес Джона Хонеста, йому вдалося навіть маніпулювати Тором.
Навички нових сил Червоного Черепа не могли повністю контролювати Капітана Америку, атака на нього була достатньою для відволікання. Після того, як врешті решт, коли перемогли Моторошні Месники, Червоний Череп втік, але пообіцяв повернутися. Після цього Роуґ, і Багряна Відьма приєдналися до команди.
Під час битви з ворогом під назвою "Залізний ніготь", сироватка суперсолдата в тілі Роджерса була нейтралізована, що призвело до швидкого старіння, щоб відповідати його хронологічному віку понад 90 років. Роджерс вирішив взяти на себе роль координатора місії, організувавши плани помсти нападників з особняка, призначивши Сем Вілсон своїм офіційним "заміною" як Капітан Америка. Коли Месники й Люди-Ікс були загіпнозовані Багряною Відьмою і Доктором Думом, Роджерс не тільки координував зусилля Людини-павука і перевернутих героїв, які тепер називаються "Дивовижні месники", але також надягнув свою стару форму, щоб битися з загіпнозованим Соколом, поки герої та лиходії не могли повернутися до нормального стану за допомогою Білого Черепа (загіпнозованого Червоного Черепа).
Під час сюжетної лінії "Time Runs Out" Стів Роджерс носить форму, коли він стикається з Залізною Людиною. Наступна боротьба двох старих друзів спонукала Стіва Роджерса змусити Залізну людину визнати, що він збрехав йому і всім їхнім союзникам, коли він знав про вторгнення Почалося остаточне вторгнення, і Земля-1610 почала наближатися до Землі-616, тоді як Залізна Людина і Стів Роджерс продовжували боротися. Щ.И.Т Землі-1610 розпочав повне вторгнення, щоб знищити Землю-616, де Тоні Старк і Стів Роджерс були розгромлені Гелікаррієром.
Стів Роджерс став новим керівником цивільного нагляду. Він повернувся до Моторошних Месників, де команда тепер використовує Театр Шефера як штаб-квартиру.
Пізніше Стів Роджерс зіткнувся з альтернативним Лоґаном з Землі — 807128. Після перемоги над Лоґаном і приведення його до Альберти, Канада, Роджерс спробував «заспокоїти» Лоґана, що це не «його» минуле, показуючи йому заморожене тіло Лоґана Землі-616. Цей погляд нагадує Лоґану про необхідність насолоджуватися тим, що він живий, а не задумливий над привидами свого минулого. Незважаючи на те, що він розповів Стіву Роджерсу про те, що він пережив у свій час, Лоґан відхилив пропозицію Стіва про допомогу.

### Альтернативний дублікат Гідри
Протягом 2016 року "Месники: протистояння!" Стів Роджерс дізнається від Ріка Джонса, що Щ.И.Т. використовує Кобік, щоб перетворити лиходіїв на звичайних громадян. Коли Роджерса привезли в Плезант-Хілл, він стикається з Марією Гілл, і вони розмовляють про проєкт Кобік. Їх аргумент переривається, коли барон Гельмут Земо і Фіксер повинні повернути ув'язнених до нормального світу. Після того, як Гілл отримав травму, Роджерс просить Земо, надати Гілл медичну допомогу. Роджерса потім відправляє отець Патрік до клініки доктора Еріка Селвіґа. Селвіґ розповідає Роджерсу, що Кобік знаходиться в боулінг-клубі. Під час спроби зустрітися з Кобіком, Роджерса атакують Кросбони. Перш ніж Роджерса хотіли вбити, Кобік використовує свої здібності. Оголосивши, що "Це добре", Стів перемагає Кроссбоунса, як Капітан Америка і Зимовий Солдат наздоганяє його. Вони відновлюють пошуки Кобіка і виявляють, що барон Земо хотів винайти пристрій, що зробив би Кобіка підвладним їм. Роджерс починає боротьбу проти Земо. Після всіх подій Стів і Сем планують зберегти те, що відбувалося на Плезант-Гілл в секреті.
У Капітан Америка: Стів Роджерс # 1 (липень 2016), остання панель, очевидно, показала, що Роджерс був подвійним агентом Гідри ще з ранньої молодості. Згодом це виявилося результатом сил Кобіка. Кобік змінив реальність, ніби Роджерс вважав, що Гідра хороша, Кобік постійно змінює спогади, щоб Роджерс вважав, що він завжди був членом Гідри. Деякі оригінальні героїчні атрибути Роджерса залишаються незмінними. Крім того, було виявлено, що батько Роджерса, Джозеф, був фактично вбитий Гідрою, і що Гідра обдурила його, думаючи, що Джозеф помер від серцевого нападу. Також було виявлено, що Роджерс був свідком того, що його мати, Сара, була вбита Гіндрами Сіндлера і викрала його, що є причиною того, що Стів ненавидів Гідру і планує вбити клона Червоного Черепа і відновити втрачену честь Гідри. Як частина його довгострокових планів, Стів ще більше зіпсував імідж Сема Вілсона як «Капітана Америка».
Під час сюжету 2016 року «Громадянська війна II» Роджерс вирішив перешкодити Уліссу дізнатися про його справжні плани та вірність. Роджерс робить це анонімно надаючи Брюсу Беннеру нові гамма-дослідження, щоб спровокувати бачення, яке б змусило Месників вбити Беннера, хоча цей план був невдалим. Незважаючи на це одкровення, Роджерс представляє себе як голос розуму, дозволяючи Людині-павуку бігти з Тором. Це викликає у Тоні Старка сумніви щодо його поточної позиції. Потім він відправляється у Вашингтон, округ Колумбія, місце розташування, яке бачимо у баченні Улісса, щоб поговорити з Людиною-павуком, який намагався зрозуміти таке бачення. Коли Капітан Марвел намагається заарештувати Людину-Павука, Тоні, що носить броню Бойової Машини, протистоїть їй, і вони починають бійку.
Пізніше Роджерс відправляється в Соковію і приєднується до Чорної Вдови, щоб звільнити бійців свободи від в'язниці, щоб вони могли повернути свою країну. Після цього він відправляється у свою базу, де доктор Селвіґ висловлює стурбованість своїм планом вбити Червоного Черепа. Потім він виявляє, що в камері є барон Земо, який планує його вербувати. Зрештою, він вбиває Черепа після того, як лиходій захоплений загоном "Єдність". Роджерс викидає Черепа з вікна над скелею після того, як Сін і Кроссбоунс підтвердили свою нову вірність Роджерсу.
У сюжетній лінії "Таємна імперія" 2017 року Роджерс, як керівник Щ.И.Т.а, використовує наступне вторгнення інопланетян і масовий напад суперлиходіїв, щоб нейтралізувати супергероїв, які могли б протистояти йому. Він шукає Космічний куб, щоб принестися в реальність, в якій Гідра перемогла у Другій світовій війні. Коли Рік контрабандує інформацію про переписування Кубом реальностями Роджерсом до тих, хто залишився вірними Месникам, з'являється розпатланий, бородатий чоловік у розірваній армії Другої світової війни, який представляє себе як Стів Роджерс. Коли «Месники та Гідра» шукають фрагменти зруйнованого куба, виявляється, що цей Стів Роджерс є насправді проявом Роджерса, що існує в самому кубі, створеному спогадами Кобіка про Роджерса перед тим, як він перейшов до Гідри. Він сказав, що рішення «переписати» Роджерса як агента Гідри було неправильним. Хоча Роджерс Гідри здатний зібрати космічний куб, Сем Вілсон і Бакі можуть використовувати фрагмент куба, щоб відновити «пам'ять» попереднього Роджерса в кубі до тілесного існування, дозволяючи йому перемогти себе. Згодом сама Гідра використовує Куб, щоб скасувати події, спричинені нею. Кеп Гідри продовжує існувати як окрема сутність і утримується в пастці в в'язниці, де він є єдиним ув'язненим. Він насміхається над відновленим Роджерсом, який повинен буде відновити свою репутацію. Роджерс роздумує, що цей досвід навчить кожного не покладатися на сліпу довіру іншому.

## Альтернативні версії

### Ultimate Marvel
У цій версії історія Роджерса майже повністю збігається з класичною. Він брав участь в спецоперації по знешкодженню секретної зброї нацистів в 1943 році. Намагаючись зупинити ракету, він застрибнув на неї та підірвав над Тихим Океаном. У 2000 році його знаходять Нік Ф'юрі та Тоні Старк і пропонують очолити проєкт Алтімейтс. Після ряду успішних операцій, у Стіва зав'язується роман з Осій, але коли її вбиває Пузир, Роджерс замикається в собі та повністю зосереджується на роботі. Після смерті Людини-павука ненадовго відходить від супергеройської діяльності, але пізніше все одно повертається.
Ultimate Капітан Америка більш жорстокий і непередбачуваний, ніж класичний. Також він є більш патріотичним і найчастіше виконує накази не роздумуючи про наслідки.
В ході подій Нової Громадянської війни США всесвіту Ultimate Капітан Америка стає новим президентом Сполучених Штатів Америки.

### Marvel 1602
Був героєм, який прийшли з нашого часу в XVII століття і захищав Америку того часу.

### Marvel Zombies (Земля-2149)
У всесвіт Земля-2149 потрапив супергерой Часовий, заражений таємничим вірусом. На місце падіння прибули Месники на чолі з Капітаном Америкою (якого тут звуть Полковник Америка). У підсумку герой був заражений вірусом і убитий Червоним Черепом.

## Сили та здібності
- Надлюдська сила: в результаті дії сироватки суперсолдата і обробки віта-променями Капітан Америка був перетворений зі слабкого юнака в «досконалий зразок людського розвитку і стану». Сила, витривалість, спритність, швидкість, реакція і міцність Капітана знаходяться на піку людських можливостей. Було встановлено, що тіло Роджерса регулярно виробляє сироватку суперсолдата; вона не зникає.
- Метаболічні функції: формула посилювала всі його метаболічні функції і запобігала накопичення в м'язах отрут втоми, даючи йому витривалість набагато понад звичайної людської. Це пояснює багато з його екстраординарних подвигів, Роджерс здатний підняти 5 тонн і пробігти милі за хвилину. Більш того, його посилення — причина, по якій він зміг виживати, будучи замороженим десятиліття. Роджерс також не може сп'яніти від алкоголю і несприйнятливий до багатьох хвороб, оскільки і зцілюється швидше, ніж звичайна людина. Завдяки прискореним рефлексам і бойовим досвідом Стів може ухилятися від куль.
- Бойовий досвід і підготовка: Роджер має великий бойовий досвід і військовий вишкіл, які роблять його експертом з тактики та чудовим польовим командиром: його соратники періодично підкоряються його наказам в бою. Реакція і почуття Роджерса також виключно гострі. Він майстер безлічі бойових мистецтв. Роки практики з його незруйновним щитом дали можливість кидати його з майже безпомилковою точністю — він може атакувати множинні цілі послідовно одним кидком або навіть влаштовувати бумеранго-образне повернення від кидка для атаки ворога ззаду. У коміксах інші досвідчені бійці вважають його одним з кращих рукопашних вояк у світі.

## У інших медіа

### Фільми
- «Капітан Америка» (1944) — Дік Пурселл
- «Капітан Америка» (1979) — Реб Браун
- «Капітан Америка 2: Надто рання смерть» (1979) — Реб Браун
- «Капітан Америка» (1990) — Метт Салінгер

#### Кіновсесвіт Marvel
- Перший месник

Стів Роджерс народився 4 липня 1918 року в Брукліні, штат Нью-Йорк. Батько помер від іприту в армії, а мати Сара, медсестра, померла від туберкульозу. На початку Другої світової війни він намагається піти в армію, але неодноразово відхиляється через кілька проблем зі здоров'ям. У 1943 році під час відвідування виставки майбутніх технологій зі своїм другом, сержантом. Джеймс "Бакі" Барнс, Роджерс робить ще одну спробу. Доктор Авраам Ерскін підслуховує Роджерса, що розмовляє з Барнсом про бажання допомогти у війні, і схвалює його залучення. Він залучається до стратегічного наукового резерву в рамках експерименту "суперсолдатів" під Ерскіном, полковником Честером Філліпсом і британським агентом Пеґґі Картер. Філліпс не переконаний, що Ерскін стверджує, що Роджерс є правильною людиною для процедури, але вщухає після того, як Роджерс здійснив акт самовідданої хоробрості. У ніч перед початком лікування Ерскін виявляє Роджерсу, що нацистський офіцер Йоганн Шмідт пройшов недосконалу версію процедури і зазнав постійних побічних ефектів.
Ерскін виставляє Роджерса на лікування суперсолдатів, вводячи йому спеціальну сироватку і дозуючи його «віта-променями». Після того, як Роджерс вийшов з експерименту більш високим і мускулистим, прихований вбивця вбиває Ерскіна і біжить. Роджерс переслідує і захоплює вбивцю, який уникає допитів, здійснюючи самогубство з капсулою ціаніду. Ерскін мертвий і його суперсолдат формула втрачена, американський сенатор Брандт має з Роджерсом турне в барвистому костюм, як "Капітан Америка". У 1943 році, перебуваючи на гастролях в Італії для активних військовослужбовців, Роджерс дізнається, що підрозділ Барнса був МВС у битві проти сил Шмідта. Відмовляючись повірити, що Барнс мертвий, Роджерс, Картер і інженер Говард Старк летять за ворожою лінією, щоб врятувати Барнса. Роджерс проникає в фортецю нацистського підрозділу Шмідта Гідра, звільняючи Барнса і інших ув'язнених. Роджерс протистоїть Шмідту, який виявляє себе "Червоним Черепом" і втікає.
Роджерс набирає Барнса і кількох інших, щоб сформувати команду для нападу на інші відомі бази Гідри. Старк нарядив Роджерса з сучасним обладнанням, в першу чергу круговий щитом з вібраніума, рідкісного, майже незнищуваного металу. Команда пізніше захоплює члена Гідри доктора Арніма Золя на поїзді, але Барнс падає з поїзда. Використовуючи інформацію, отриману з Золя, Роджерс веде атаку на останню фортецю Гідри, щоб зупинити Шмідта від використання зброї масового знищення на великих американських містах. Роджерс піднімається на борт літака Шмідта, коли він злітає, і під час наступного бою контейнер Тесеракта пошкоджений. Шмідт фізично обробляє Тесеракт, змушуючи його розчинятися в яскравому світлі. Тесеракт падає в океан. Не бачачи способу безпечне приземлення літака без ризику детонувати, Роджерс розбиває його в Арктиці. Пізніше Старк відшукує Тесеракт з океанського дна, але не може знайти Роджерса, вважаючи його мертвим.
У сцені після титрів, Роджерс пробуджується в лікарняній кімнаті 1940-х років. Виходячи з анахронічного радіомовлення, що щось не так, він тікає ззовні і опиняється в сучасному Таймс Сквер, де директор Щ.И.Та Нік Фьюрі повідомляє йому, що він "спав" майже 70 років. 
- Месники

Коли асґардець Локі прибуває і починає загрожувати Землі, захоплюючи тесеракт, Фьюрі береться за ініціативу «Месники» і підходить до Роджерса із завданням знайти Тесеракт. У Штутгарті Роджерс і Локі ненадовго бореться, поки Тоні Старк не з'явиться в обладунках «Залізної людини», що призводить до капітуляції Локі. Хоча Локі і затриманий, Тор прибуває і звільняє його, сподіваючись переконати його відмовитися від свого плану і повернутися до Асґарда. Після конфронтації з Старком і Роджерсом Тор погоджується відвезти Локі в літаючий авіаносець.
Месники розділилися в думках, щодо того, що робити з Локі, так і через одкровення, що Щ.И.Т. планує використовувати Тесеракт для розробки зброї. Агенти, якими володіє Локі, атакують вертоліт, відключаючи один з його двигунів у польоті, який Старк і Роджерс повинні активувати для перезавантаження. Локі втікає. Старк і Роджерс розуміють, що для Локі просто їх перемогти не вистачить; він повинен публічно пересилити їх, щоб підтвердити себе як правителя Землі. Локі використовує Тесеракт, щоб відкрити червоточину в Нью-Йорку над Старковою вежею, щоб дозволити флоту Чітаурі в космосі вторгнутися. Роджерс веде інших в захисті міста.
- Тор: Царство темряви

Кріс Еванс має камео Капітана Америки, як ілюзія Локі.
- Перший месник: Друга війна

Через два роки Роджерс працює для Щ.И.Т. у Вашингтоні, округ Колумбія, під керівництвом директора Ф'юрі, пристосовуючись до сучасного суспільства. Роджерс і агент Наташа Романова відправляються з командою, яку очолював агент Румлоу, щоб звільнити заручників на борту судна Щ.И.Т. від Жоржа Батрока та його найманців. Середина місії, Роджерс виявляє, що у Романової є інша програма: витягнути дані з комп'ютерів корабля для Ф'юрі. Роджерс повертається до штаб-квартири Щ.И.Т.а, щоб проінформувати Ф'юрі про проєкт "Insight", пов'язаний зі шпигунськими супутниками, призначеними для попереднього усунення загроз. 
На Ф'юрі нападають з Гідри на чолі з Зимовим солдатом. Ф'юрі втікає до квартири Роджерса і попереджає Роджерса, що С.Х.І. скомпрометовано. Ф'юрі прострілює Зимовий солдат, перш ніж Ф'юрі вручив Роджерсу флешку, яка містить дані з корабля. Ф'юрі виголошується мертвим під час операції, і Пірс викликає Роджерса. Коли Роджерс утримує інформацію Ф'юрі, Пірс маркує його втікачем. Роджерс зустрічається з Романовою. Використовуючи дані на флешки, вони виявляють секрет Щ.И.Т.а в бункері в Нью-Джерсі, де вони активують суперкомп'ютер, що містить збережену свідомість Арніма Золя. Золь розповідає, що Гідра таємно діяла в лавах Щ.И.Т.а. Ракета Щ.И.Т.а руйнує бункер, і пара усвідомлює, що Пірс є лідером Гідри в межах Щ.И.Т.а.
Роджерс і Романова залучають допомогу колишнього парашутиста з США, Сем Вілсона, з яким Роджерс подружився. Агент Джаспер Ситуелл — моль Гідри, вони змушують його розголошувати план Гідри використовувати зброю з супутниками для усунення осіб, визначених алгоритмом, як загрозу для Гідри. Вони потрапили в засідку зимового солдата, якого Роджерс довідується, як Бакі Барнса, його друга, який був захоплений і експериментувався під час Другої світової війни. Гілл вдалося заховати тріо у сейф, де Ф'юрі, який підробив його смерть, чекає з планами саботування, замінивши їхні контрольні чіпи. Після того, як члени Ради світової безпеки приїхали на старт, Роджерс розкриває плани Гідри. Роджерс і Вілсон штурмують Щ.И.Т і замінюють фішки контролера, але Зимовий Солдат знищує костюм Вілсона і бореться з Роджерсом на третьому. Роджерс відштовхує його і замінює фінальний чіп, дозволяючи Гілл суднам руйнувати один одного. Роджерс відмовляється боротися з Зимовим солдатом, але коли корабель стикається з Тріскеліон, Роджерса падає у річку Потомак. Зимовий солдат рятує несвідомого Роджерса, перш ніж зникнути в лісі. Роджерс і Вільсон вирішили знайти Зимового солдата.
- Месники: Ера Альтрона

У східноєвропейській країні Соковія «Месники» здійснили рейд на об'єкт «Гідра», щоб забрати вкладений скіпетр Локі, який Старк і Беннер використовують для завершення глобальної програми оборони «Альтрон» Старка. Альтрон стає розумним і нападає на месників у своїх штабах. Після боротьби в різних точках по всьому світу, Альтрон в кінцевому підсумку зазнав поразки в Соковії. Старк залишає «Месників», а Роджерс і Романова готуються до підготовки нової команди: Роудса, Віжна, Сема Вілсона і Ванди Максимової.
- Людина-мураха

Еванс має камео в фільмі в Людина-мураха.
- Перший месник: Протистояння

Приблизно через рік нова команда зупиняє Брок Румлоу з крадіжки біологічної зброї з лабораторії в Лагосі, але під час бою вибух завдає шкоди сусідній будівлі, убивши декількох гуманітарних робітників Ваканди. Державний секретар США Таддеус Росс повідомляє Месникам, що Організація Об'єднаних Націй (Організація Об'єднаних Націй) готується прийняти Соковійську угоду, яка створить групу ООН для нагляду та контролю за командою. Месники розділилися: Старк підтримує нагляд через його роль у створенні Альтрона і руйнування Соковії, в той час, як Роджерс більше віри у своє власне судження, ніж у уряду. Гельмут Земо вирушає і вбиває старого обробника Гідри Барнса, викрадаючи книгу, що містить тригерні слова, які активують «промивання мозку» Бакі Барнса. Барнса звинувачують за вбивство короля Т'Чаки з Ваканди, а син Т'Чаки, Т'Чалла, дає клятву помсти. Роджерс вирішує спробувати привести Барнса до себе. Роджерс і Вілсон відстежують Барнса і намагаються захистити його від Т'Чалли та влади, але їх затримують.
Земо видає себе за психіатра, ніби відправлений на інтерв'ю. Роджерс зупиняється Барнс і пробирає його. Коли Барнс приходить у себе, він пояснює, що Земо-справжній віденський бомбардувальник, який хотів дізнатися розташування Сибірської бази "Гідри", де є решта Зимових Солдатів, які зберігаються в кріогенному стазисі. Роджерс, Бакі та Вілсон створюють команду з Максимової, Клінта Бартона, і Скотта Ленґа. Старк збирає свою команду, щоб захопити бунтівників, і вони борються в аеропорту Лейпциг, поки Романова дозволяє Роджерсу і Барнсу втекти. Інші члени команди Роджерса взяті в полон.
Старк, дізнавшись, що Барнс був під контролем Земо, переконує Вілсона, розповісти йому місце знаходження Роджерса, і летить на Сибірську базу Гідри. Він уклав перемир'я з Роджерс і Барнсом, але Земо залишив запис, який показує, що Барнс перехопив у 1991 році автомобіль і вбив батьків Старка. Оскаженілий, що Роджерс приховала це від нього, різко повертає на них. Після напруженого бою, Роджерс відключає Залізну Людину Старка і відправляється з Барнсом, залишивши щит за спиною. Роджерс залишається у Ваканді, де Барнс вважає за краще повернутися в кріогенний сон, поки не буде знайдено ліки для його мізків.
- Людина-павук: Повернення додому

Еванс має камео у школі Пітера Паркера на відео про терпіння.
- Месники: Війна нескінченності

Коли поплічники божевільного титана Таноса засадили Ванду Максимову і Віжна в Шотландії, Роджерс, Романова і Вілсон врятували їх і відвезли до Роудса в штаб-квартиру Месників. Роджерс пропонує їм поїхати до Ваканди, щоб видалити Камінь розуму в лобі Віжна, щоб не дати Таносу витягти його. Поки вони знаходяться там, армія Таноса вторгається в Ваканду. Вакандійці, і Таємні Месники встановлюють оборону разом з королем Т'Чаллою. Танос перемагає Таємних Месників, у тому числі Роджерса, і витягує Камінь розуму з лоба Віжна, вбиваючи його. Танос клацає Рукавицею Нескінченності, і люди починають розпадатися; включаючи Барнса і Вілсона, хоча Роджерс залишається в живих.
- Месники: Завершення

Кріс Еванс повторив роль Капітана Америки у фінальному фільмі третьої фази Кіновсесвіту Marvel.

### Мультсеріали
- Чи є головним героєм мультсеріалу «Капітан Америка», 1966 року через цикл «Супергерої Marvel». Озвучений Сенді Бекер і Артуром Пірсом.
- З'являється в деяких епізодах мультсеріалів «Могутній Тор» і «Непереможний Залізна людина» з цього ж циклу «Супергерої Marvel» 1966 року.
- Капітан Америка з'являється в 18 серії мультсеріалу 1981 року «Людина-павук 5000» під назвою «The Capture of Captain America». Озвучений Джорджем ДіЦензо.
- Капітан Америка з'являється в 6 і 12 серіях мультсеріалу «Людина-павук і його дивовижні друзі». Озвучений знову ДіЦензо.
- Капітан Америка з'являється в 4 серії 2 сезону і в 11 серії 5 сезону мультсеріалу «Люди Ікс» 1992 року. Озвучений Лоуренсом Бейн.
- Капітан Америка вперше з'являється у 2 серії 4 сезону і є частим персонажем п'ятого сезону мультсеріалу «Людина-павук» 1994 року. Озвучений Девідом Хейтер.
- У Капітана Америки є камео в мультсеріалі «Фантастична четвірка» 1994 року.
- Капітан Америка з'являється в 7 серії мультсеріалу «Месники: Завжди Разом ». Озвучений Деном Чемероем.
- Капітан Америка з'являється в 11 серії 2 сезону мультсеріалу «Люди Ікс: Еволюція».
- Капітан Америка з'являється в першому епізоді анімованого коміксу «Чорна пантера». Озвучений Адріаном Пасдар.
- Капітан Америка є одним з основних персонажів мультсеріалу «Загін супергероїв». Озвучений Томом Кенні.
- Капітан Америка є одним з головних героїв мультсеріалу «Месники: найбільші Герої Землі». Озвучений Браяном Блумом.
- Капітан Америка з'являється у 23 серії 1 сезону і 20 серії 2 сезону мультсеріалу «Великий Людина-павук». Озвучений Роджером Крейгом Смітом.
- Капітан Америка є одним з головних героїв мультсеріалу «Месники: Загальний Збір!» Знову озвучений Роджером Крейгом Смітом.
- Капітан Америка з'являється в «Lego Marvel Super Heroes: Максимальне перевантаження» знову озвучений Роджером Крейгом Смітом.
- Капітан Америка один з головних героїв аніме «Марвел: дискові Війни».
- Капітан Америка зробив коротку появу в мультсеріалі «Галк і агенти У. Д. А. Р.А.» Він з'явився в якості камео в епізоді «Монстрів більше немає», озвучений ще раз Роджером Крейгом Смітом.

### Мультфільми
- «Ultimate Месники»
- «Ultimate Месники 2»
- «Нові Месники: Герої завтрашнього дня»
- "Залізна Людина і Капітан Америка: Союз Героїв
- «Пригоди супергероїв: Морозний бій!»

### Відеоігри
- Captain America: Super Soldier[en] (2011) — Кріс Еванс (голос)

## Критика та відгуки
У травні 2011 року Капітан Америка посів 6 місце у списку «Сто найкращих персонажів коміксів усіх часів» за версією IGN.